# Cole Swindell
Colden Rainey Swindell (nacido el 30 de junio de 1983) es un cantante y compositor de música country estadounidense. Cole ha escrito sencillos para Craig Campbell, Thomas Rhett, Scotty McCreery y Luke Bryan, y ha lanzado tres álbumes para Warner Bros. Records Nashville. Ha lanzado nueve singles, de los cuales siete han sido incluidos en el Top 5 de Hot Country Songs y/o Country Airplay.

## Biografía
Sus padres son William Keith Swindell y Betty Carol Rainey. Su padre falleció inesperadamente el 2 de septiembre de 2013, a los 65 años. Creció en Bronwood, Georgia, y tiene dos hermanos.
Cole asistió a Terrell Academy en Dawson, Georgia. Cole asistió a Georgia Southern University, donde se especializó en marketing. Se reunió con Luke Bryan, quien asistió a la misma universidad algunos años antes y también fue miembro de Sigma Chi, en la casa de la fraternidad cuando Luke regresó a Statesboro para hacer un espectáculo. Se mantuvieron en contacto, y después de que Cole abandonó la universidad en 2007 y se mudó a Nashville, vendió mercadería para Bryan durante tres años y escribió canciones en el camino.

## Giras
Headlining
- What The Hell Tour con Dierks Bentley
- The Down Home Tour[6]
- Reason to Drink Tour (2018)[7]

Telonero
- Burn It Down Tour con Jason Aldean (2015)
- Dig Your Roots Tour con Florida Georgia Line (2016)

## Discografía
Álbumes de estudio
- Cole Swindell (2014)
- You Should Be Here (2016)
- All of It (2018)

## Premios y nominaciones
| Año  | Premios                          | Categoría                      | Receptor/Trabajo     | Resultado | Referencia |
| ---- | -------------------------------- | ------------------------------ | -------------------- | --------- | ---------- |
| 2014 | CMT Music Awards                 | Breakthrough Video of the Year | «Chillin’ It»        | Nominado  | [ 8 ]      |
| 2015 | Academy of Country Music Awards  | New Artist of the Year         | Cole Swindell        | Ganador   | [ 9 ]      |
| 2015 | iHeartRadio Music Awards         | Best New Artist                | Cole Swindell        | Nominado  | [ 10 ]     |
| 2016 | Country Music Association Awards | New Artist of the Year         | Cole Swindell        | Nominado  | [ 11 ]     |
| 2017 | iHeartRadio Music Awards         | Country Song of the Year       | "You Should Be Here" | Nominado  | [ 12 ]     |
| 2017 | iHeartRadio Music Awards         | Best Lyrics                    | "You Should Be Here" | Nominado  | [ 12 ]     |
| 2017 | CMT Music Awards                 | Video of the Year              | «Middle of a Memory» | Nominado  | [ 13 ]     |